# Eberhard Kirchhoff
Eberhard „Banga“ Kirchhoff (* 28. Januar 1952 in Oberhausen) ist ein deutscher Schriftsteller und Lyriker.

## Leben
Kirchhoff wurde in Oberhausen geboren, wo er auch aufwuchs, später lebte er in Dortmund. Er übte verschiedene Berufe aus, hat auch die Lehrbefähigung für das Gymnasium für die Fächer Deutsch und Sport. Seit 1984 war er als freier Autor tätig und war der Initiator der Dortmunder Lyrikwoche.
Kirchhoff lebte und arbeitete von 1999 bis 2001 in Aserbaidschan.
Heute lebt Kirchhoff in der Eifel, ist geschieden und hat zwei Kinder. 
Hier malte er auch, eröffnete sein Atelier KirArt in Bitburg. Seit 1984 spielt er Pétanque, war 1996 Deutscher Vizemeister (Triplette), und hat zu dem Thema auch mehrere Bücher verfasst.

## Werke
Prosa
- mit Heinrich Peuckmann, Ferdinand Hanke (Hrsg.): Sportgeschichten. Fischer, Frankfurt am Main 1980, ISBN 3-596-22229-X.
- Und ich lebe im Ruhrgebiet. Texte 1977 – 1982 von Liebe, Kindern, Sport, Arbeit, Wohnen, Politik, von Städten, Inseln, Krieg und Frieden.  Wulff-Verlag, Dortmund 1982, ISBN 3-88090-08-7.
- Asphalttexte aus dem Ruhrgebiet. Von Liebe, Kindern, Arbeit, Wohnen, Städten, Reisen, Krieg und Frieden. von Westarp, Mülheim an der Ruhr 1983, ISBN 3-923456-04-2.
- Von Dortmund bis Managua. Gedichte und andere Steine. Asso, Oberhausen 1985, ISBN 3-921541-58-1.
- Land in Sicht. Gedichte. Gilles & Francke, Duisburg 1989, ISBN 3-925348-12-3.
- Unverschleiert. Poesie erzählt orientalische Geschichten. PRESStige, Bitburg 2003, ISBN 3-937437-00-2.
- Baku unverschleiert. Gedichte erzählen orientalische Geschichten.	Ed. Wort, Tholey-Hasborn 2007, ISBN 978-3-936554-21-2.

Sachbücher
- mit Klaus Tröstrum (Überarb.): Gewinnen beim Pétanque. Rau, Düsseldorf 1992, ISBN 3-7919-0446-9.
- mit Klaus Tröstrum (Überarb.): Boule spielen. Rau, Düsseldorf 1992, ISBN 3-7919-0455-0.
- Carreau! Boule spielen & gewinnen beim Pétanque. JetztBuch, Münster 2013, ISBN 978-3-9814722-0-2.

Hörspiele
- Vom Fahrrad, das nach Alaska wollte. Eine Hörerzählung. Verlag „Pläne“, Dortmund 1985, Schallplatte/MC.
- mit Michael Klaus: Den Montag mit nach Hause nehmen. Ruhrgebietsrevue. WDR, 1986.